# Rubus beccarii
Rubus beccarii es una especie de planta del género Rubus, perteneciente a la familia Rosaceae.

## Taxonomía
Rubus beccarii fue descrita por Wilhelm Olbers Focke en 1910.

## Distribución
Se encuentra en el territorio de Sumatra.